# Діана ван Гірсберген
Діана ван Гірсберген (нід. Dianne van Giersbergen, нар. 3 червня 1985) — нідерландська співачка, авторка-виконавиця й композиторка. Учасниця симфо-метал гуртів Ex Libris і Xandria. Разом з Xandria гастролювала багатьма країнами Європи, включаючи Іспанію. Будучи вокалісткою одночасно двох гуртів, вона також дає уроки вокалу.

## Музична кар'єра
Гірсберген отримала перші уроки співу у 4 роки. Надалі навчалася у різних викладачів, а також співала в кількох хорах. 2005 року почала вивчати класичну музику в консерваторії Арнема, де її вчителькою класичного співу була Олена Вінк (Elena Vink). Під час навчання вона також була стажисткою в Nationale Reisopera. 19 травня 2009 року закінчила навчання, отримавши диплом бакалавра з відзнакою.

### Ex Libris
У 2004 році заснувала прогресив-метал гурт Ex Libris, в якому була вокалісткою. 2008 року Ex Libris випустили свій дебютний альбом «Amygdala», а 18 січня 2014 року вийшов другий альбом гурту під назвою Medea.

### Xandria
25 жовтня 2013 року Гірсберген стала новою вокалісткою німецького симфо-метал гурту «Xandria», замінивши попередню вокалістку Мануелу Краллер. 28 листопада вона дала свій перший концерт з Xandria у Мадриді.
2 травня цього ж року Xandria випустили альбом «Sacrificium» за участю Гірсберген.
31 липня 2015 року її другою роботою разом із гуртом Xandria став альбом під назвою «Fire & Ashes» і містив загалом 7 треків. 3 нові пісні, 2 ремейки добре відомих до цього творів Xandria, і 2 кавери.
27 січня 2017 року була завершена їх третя робота із Xandria під назвою «Theater of Dimensions».
13 вересня 2017 року співачка полишила гурт «Xandria» з особистих причин і розходжень у поглядах на роботу в гурті з іншими членами команди.

## Дискографія

### Ex-Libris
Альбоми:
- Amygdala (2008)
- Medea (2014)
- Ann: Chapter 1 (1 серпня 2018)

Демо:
- Drawn (2005)
- Medea (2011)

### Xandria
Альбоми
- Sacrificium (2014)[5]
- Theater of Dimensions (2017)

Міні-альбоми
- Fire & Ashes (2015)

Сингли
- Dreamkeeper (2014)
- Nightfall (2014)
- Don't Say a Word (2015)
- Voyage of the Fallen (2015)
- We Are Murderers (We All) (2016)
- Call of Destiny (2017)
- Queen of Hearts Reborn (2017)
- Ship of Doom (2017)